# Barleria angustiloba
Barleria angustiloba är en akantusväxtart som beskrevs av Gustav Lindau. Barleria angustiloba ingår i släktet Barleria och familjen akantusväxter. Inga underarter finns listade i Catalogue of Life.